# Пирамидальный нейрон

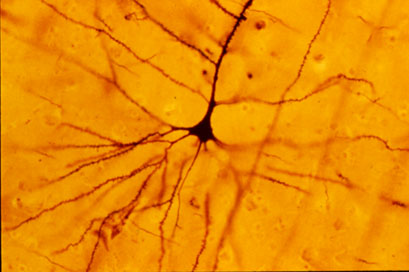
Пирамидальный нейрон, окрашенный по методу Гольджи

Большие пирамидные нейроны коры мозга крысы, окрашенные по методу Ниссля

Пирамидальные нейроны, или пирамидные нейроны — основные возбудительные нейроны мозга млекопитающих. Также обнаруживаются у рыб, птиц, рептилий. Напоминают по форме пирамиду, из которой вверх ведёт большой апикальный дендрит; имеют один аксон, идущий вниз, и множество базальных дендритов. Впервые были исследованы Рамон-и-Кахалем. Отмечены в таких структурах, как кора мозга, гиппокамп, миндалевидное тело (амигдала), но отсутствуют в обонятельной луковице, стриатуме, среднем мозге, ромбовидном мозге, спинном мозге. В кортикальных структурах млекопитающих представляют наиболее многочисленную популяцию возбудительных нейронов.
Дендриты пирамидальных нейронов ветвятся, содержат множество дендритных шипиков и способны получать входящие сигналы от тысяч других клеток. Кроме того, иногда они могут выделять ретроградные сигнальные молекулы, такие как эндоканнабиноиды, обеспечивая двунаправленность связи. Число дендритных шипиков говорит лишь о минимальном количестве соединений дендрита, поскольку некоторые контакты находятся за их пределами, напрямую на теле дендрита.
Совокупность входящих сигналов влияет на генерацию потенциала действия принимающим пирамидальным нейроном. Ингибиторные синапсы на входе нейрона, число которых достигает нескольких тысяч, содержат ГАМК-рецепторы и используют тормозной нейромедиатор ГАМК. Их активация вызывает тормозный постсинаптический потенциал (IPSP). Возбудительные соединения, число которых может достигать десятков тысяч, содержат NMDA-рецепторы и AMPA-рецепторы, реагирующие в основном на глутамат, и при активации вызывают возбуждающий постсинаптический потенциал (EPSP). IPSP снижают вероятность «срабатывания» пирамидальной клетки, EPSP — увеличивают эту вероятность. Кроме того, в сложном процессе интеграции сигналов играет роль положение синапсов и временной паттерн поступающих сигналов.